# Buster from Chicago
Buster from Chicago war das Pseudonym eines US-amerikanischen Auftragsmörders, dem eine Schlüsselrolle im sogenannten Krieg von Castellammare 1929–1931 zukam, der innerhalb der Cosa Nostra – der US-amerikanischen Mafia – ausgefochten wurde.
Es gibt im Wesentlichen zwei Theorien über die wahre Person hinter diesem Pseudonym. Nach der ersten Theorie handelt es sich um eine Kunstfigur von Joe Valachi, die dieser 1963 einführte, um sich nicht selbst bei seinen Aussagen als Pentito zu belasten. Andere identifizieren ihn als Sebastiano Domingo.

## Leben

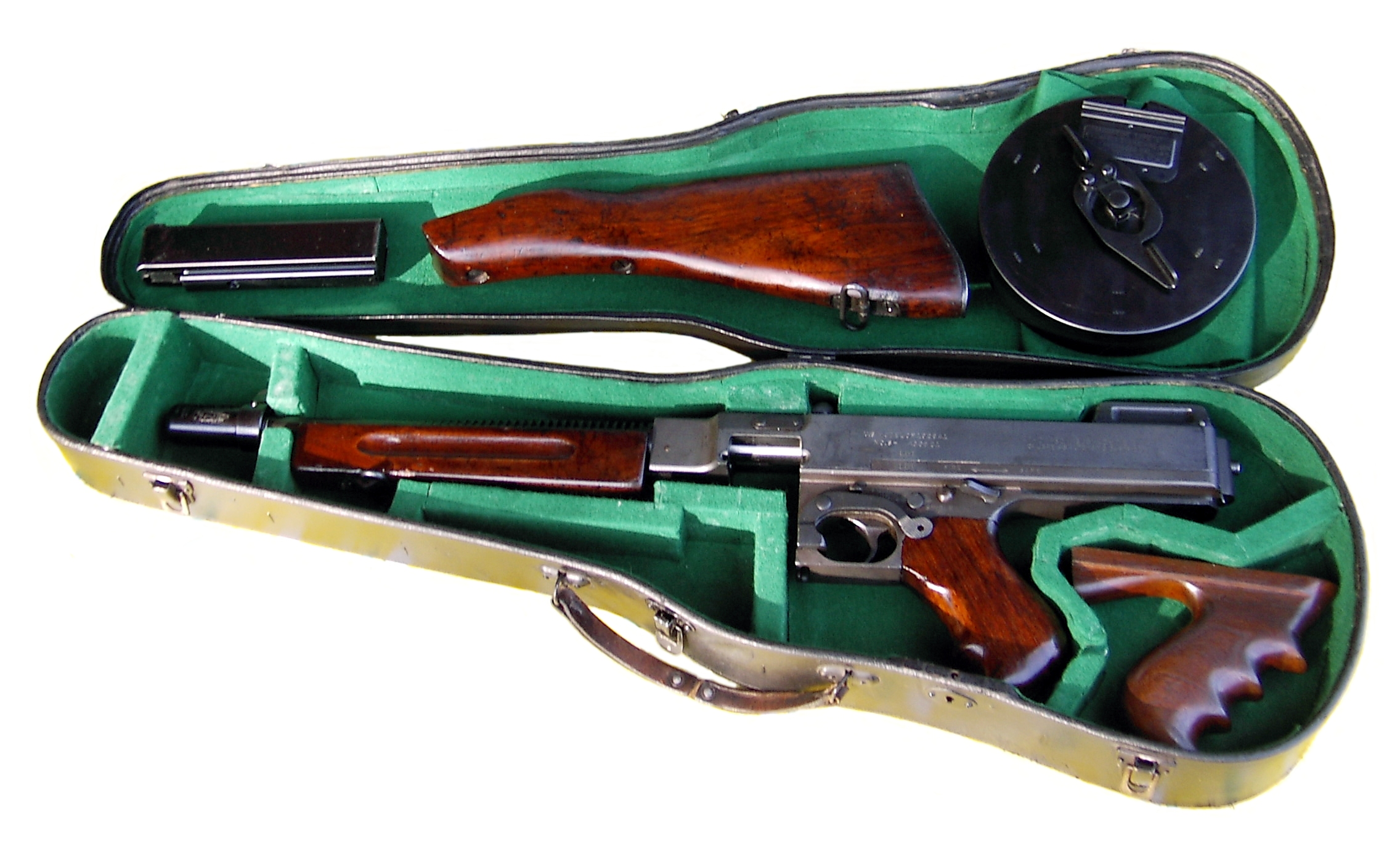
Thompson 1928A1 mit Zubehör in einem Geigenkasten verpackt

Durch die Verwendung eines Pseudonyms ist wenig über das Vorleben Busters bekannt, bevor er in den 1930er Jahren als Auftragsmörder in Erscheinung trat. Joe Valachi − sofern er es nicht doch selbst war − beschreibt ihn als einen „College-Boy“, der angeblich seine Thompson Maschinenpistole in einem Geigenkasten transportierte.
Auch die Morde, an denen Buster beteiligt gewesen sein soll, beruhen im Wesentlichen auf der Aussage von Valachi aus dem Jahr 1963.
Demnach war Buster am 15. August 1930 an dem Mord an Peter Morello beteiligt, welcher als Anfangspunkt des Kriegs von Castellammare gesehen wird. (Allerdings gibt es auch die Vermutung, dass dieser Mord von Albert Anastasia und Frank Scalise ausgeführt worden sei.)
Des Weiteren soll Buster am 5. November 1930 Alfred Mineo und Steve Ferrigno mit einer Schrotflinte auf offener Straße in der Bronx erschossen haben. Valachi gab dazu an, Buster mit den anderen beiden Beteiligten Girolamo „Bobby Doyle“ Santuccio und Nick Capuzzi nach der Tat abgeholt zu haben.
Am 3. Februar 1931 folgte der Mord an Giuseppe Catania. Valachi behauptete, dass Buster nach dem Krieg von Castellammare weiter gegen Lucky Luciano −  den eigentlichen Gewinner des Konflikts − vorgehen wollte, aber selbst erschossen wurde.
Da Valachi auch angab, dass der Buster aus Castellammare del Golfo stammen sollte, entstand die Vermutung, dass es sich um Sebastiano Domingo handeln könnte, der auf Grund seines Vornamens den Spitznamen „Bastinao“ trug, woraus im US-Englischen das verkürzte „Buster“ wurde, der 1910 in jener sizilianischen Stadt geboren worden war und dessen Familie 1913 nach Chicago ausgewandert, in den 1920er Jahren zunächst nach Benton Harbor weitergezogen, aber 1928 in die Stadt zurückgekehrt war. In den 1930er Jahren ging Domingo ins Westchester County im Bundesstaat New York, nachdem sein Bruder am 19. August 1929 in „Patsy’s Restaurant“ – an der Kreuzung der Grand und Ogden Avenue – erschossen worden war, welches vom Vater des späteren Mobsters Tony Spilotro betrieben wurde.
Außerdem wurde − passend zu den Angaben von Valachi − Sebastiano Domingo am 30. Mai 1933 in Manhattan während eines Kartenspiels erschossen.
Auch Joseph Bonanno − Domingo gehörte zu seiner Crew, bevor er selbst Familienoberhaupt wurde − stützt in seinem Buch A Man of Honor diese Buster-Theorie.